# Yung Gravy
Matthew Raymond Hauri (Rochester, 19 de março de 1996), mais conhecido pelo seu nome artístico de Yung Gravy, é um rapper, cantor, compositor e ator norte-americano. Sua discografia inclui uma mixtape, quatro álbuns e sete EPs. Yung Gravy é frequentemente associado à era do rapper SoundCloud e ao colega artista de hip-hop Bbno$, com quem lançou vários singles e mixtapes colaborativos.

## Biografia
Yung Gravy nasceu em Rochester, Minnesota, filho de Peter Johannes Hauri e Cynthia Cleveland Hauri. Ele se formou na Mayo High School em 2014, frequentou a Universidade de Wisconsin–Madison e se formou em marketing em dezembro de 2017.

## Discografia

### Álbuns de estúdio
- 2019: Sensational
- 2020: Baby Gravy 2 (com Bbno$)
- 2020: Gasanova
- 2022: Marvelous
- 2023: Baby Gravy 3 (com Bbno$)

### EP
- 2016: Mr. Clean
- 2017: Yung Gravity
- 2017: Baby Gravy (com Bbno$)
- 2018: Snow Cougar
- 2021: Tracy's Ultimate Fitness Mix
- 2021: Gravy Train Down Memory Lane: Side A
- 2021: Gravy Train Down Memory Lane: Side B
- 2022: Cake and Cognac (com Dillon Francis)

### Singles
- 2016: "Mr. Clean"
- 2017: "Cheryl"
- 2017: "1 Thot 2 Thot Red Thot Blue Thot"
- 2018: "Knockout"
- 2018: "Pizzazz"
- 2018: "Alley Oop" (feat. Lil Baby)
- 2019: "Magic"
- 2019: "Buttered Up" (feat. Juicy J)
- 2019: "Whip a Tesla" (with bbno$)
- 2019: "Tampa Bay Bustdown" (feat. Chief Keef and Y2K)
- 2019: "Shining on My Ex" (com bbno$)
- 2019: "Iunno" (com bbno$)
- 2020: "Welcome to Chilis" (com bbno$)
- 2020: "Off the Goop" (com bbno$ featuring Cuco)
- 2020: "Jack Money Bean" (com bbno$ and Lentra)
- 2020: "Yup!"
- 2020: "Gas Money"
- 2020: "Oops!"
- 2021: "Steppin on the Beat" (com TrippythaKid)
- 2022: "Hot Tub" (com Dillon Francis and T-Pain)
- 2022: "Betty (Get Money)"
- 2022: "C'est la Vie" (com bbno$ and Rich Brian)
- 2023: "She's A 10 But... (Remix)" (com ARTAN)
- 2023: "Bitch Again" (com Pouya)
- 2023: "Strawberries & Creamin'"
- 2023: "Goodness Gracious" (com bbno$)
- 2023: "You Need Jesus" (com bbno$)
- 2023: "Everest" (com Dream)
- 2023: "Nightmare on Peachtree Street" (com bbno$ and Freddie Dredd)